# Ilhéu de Maria Vaz
Die Ilhéu de Maria Vaz, auch Ilhéu da Gadelha genannt, ist eine kleine Insel, die der Nordwestküste der Azoreninsel Flores vorgelagert ist. Sie gehört zur Gemeinde Ponta Delgada im Kreis Santa Cruz das Flores.
Das vulkanische Eiland liegt südsüdwestlich der Punta de Albarnaz etwa 130 m vor der Westküste von Flores. Es ist etwa 420 m lang, von ovaler Gestalt und steigt steil bis auf 161 m an.
Die Ilhéu de Maria Vaz ist ein Naturreservat der IUCN-Kategorie I (Strict Nature Reserve/Wilderness Area). Sie ist von endemischer Vegetation bedeckt, insbesondere von der Azorenglockenblume (Azorina vidalii), dem Fels-Schwingel (Festuca petraea) und der Baumheide (Erica azorica). Sie wird von zahlreichen Meeresvögeln besucht und stellt für die Mittelmeermöwe (Larus michahellis) einen wichtigen Nistplatz dar.
Um ihren einzigartigen Charakter zu erhalten, ist der Besuch der Insel verboten.

## Einzelnachweise

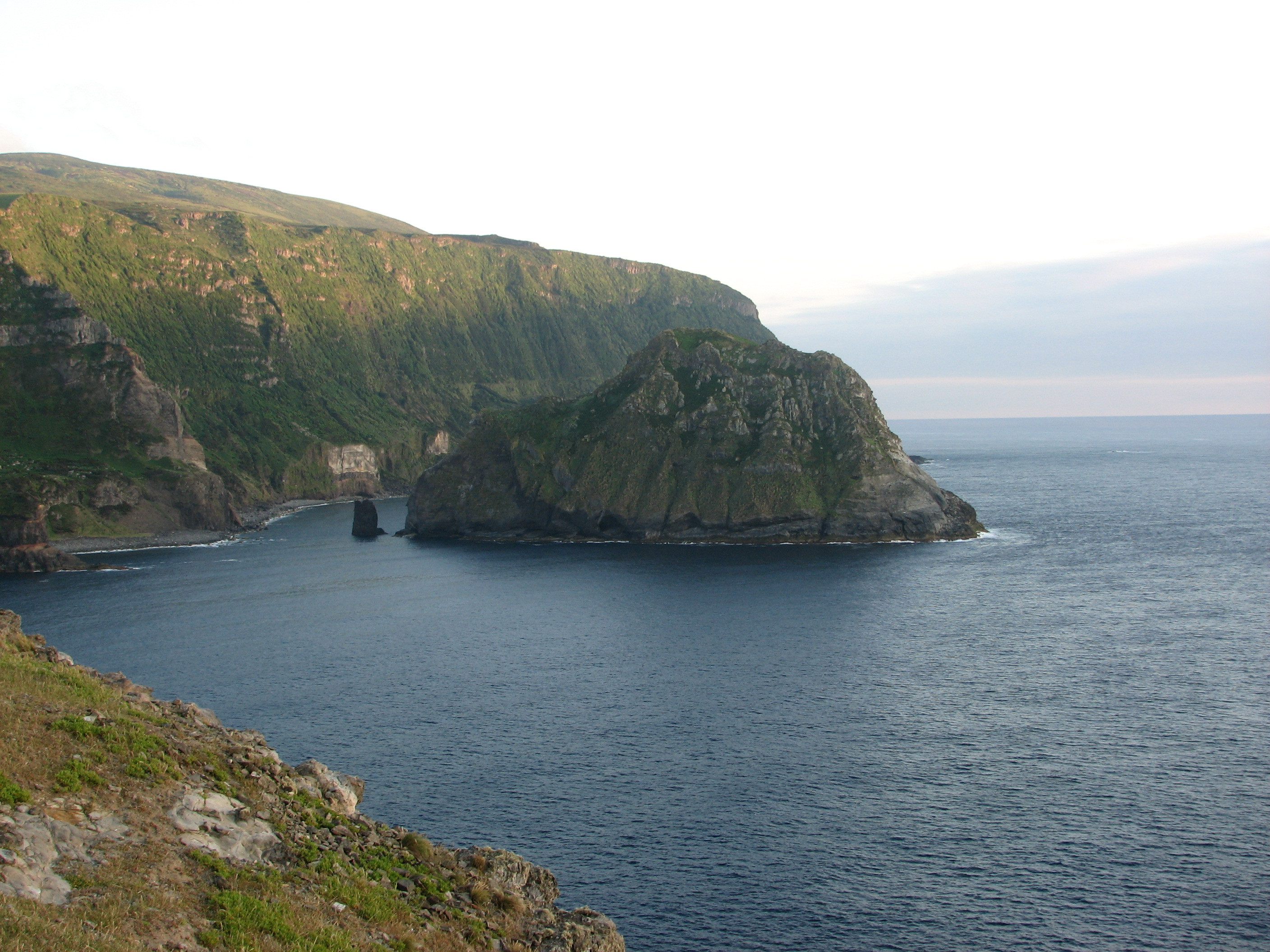
Blick von der Punta de Albarnaz auf die Ilhéu de Maria Vaz